# Растерска графика
У рачунарској графици, растер или битмапа, је структура података представљена у правоугаоној мрежи пиксела, то јест обојених тачака, видљивих помоћу монитора, одштампани на папиру, или приказани на неком другом медију. Растерски ликови су сачувани у ликовном документу у различитим форматима.
Битмапа одговара бит по бит са ликом приказаним на екрану, генерално у истом формату који се користи за смјештање у видео меморију, или као бит-мапа независна од уређаја (види Netpbm). Битмапа је технички одређена ширином и висином лика у пикселима и бројем бита по пикселу (дубина боје, која представља број нијанси које формат може представити).
Битови могу да представљају и друге величине, нпр. у Дигиталним елевационим моделима битови представљају вриједност надморске висине поједине тачке на мапи.

## Етимологија
Ријеч „растер“ има своје корјене у латинском језику, а првобитно је коришћена за растерски скенер за Монитор са катодном цеви (CRT), који боји лик линију по линију; користи се генерално за мрежу пиксела.

## Резолуција
Растерска графика је зависна од резолуције. Не могу се увећавати на одређену величину без појаве губитка квалитета снимка. Овај недостатак је превазиђен примјеном векторске графике, која једноставно мијења величину у зависности од потребе. Растери су практичнији за употребу код фотографија и фото реалистичних ликова. Модерни рачунарски монитори приказују 72 до 130 PPI а модерни кориснички штампачи разлучују 2400 DPI или више; одређивање најприкладније резолуције лика за дату резолуцију штампе може представљати потешкоћу, пошто штампани материјал може захтијевати виши ниво детаљизације од онога што је приказано на монитору. Типично, резолуција од 150 до 300 пиксела по инчу је сасвим довољна за четворобојну (CMYK) штампу.

## Програми за обраду растера
Програми за обраду растера, као што су GIMP и Фотошоп, базирају се на обради пиксела, за разлику од векторски базираних Корел дрова или инкскејпа, који уређују линије и облике вектора. када се лик приказује у програму за обраду растера, лик се креира од милиона пиксела. У своме језгру, програм функционише тако што манипулише сваки посебни пиксел. већина програма користе RGB шему бојења, али неки дозвољавају и друге шеме бојења као што је CMYK шема бојења.